# Inflacja
Inflacja (łac. inflatio – nadęcie) – proces trwałego wzrostu ogólnego poziomu cen w gospodarce. Skutkiem tego procesu jest spadek siły nabywczej pieniądza krajowego. Zjawiskiem przeciwnym do inflacji jest deflacja.

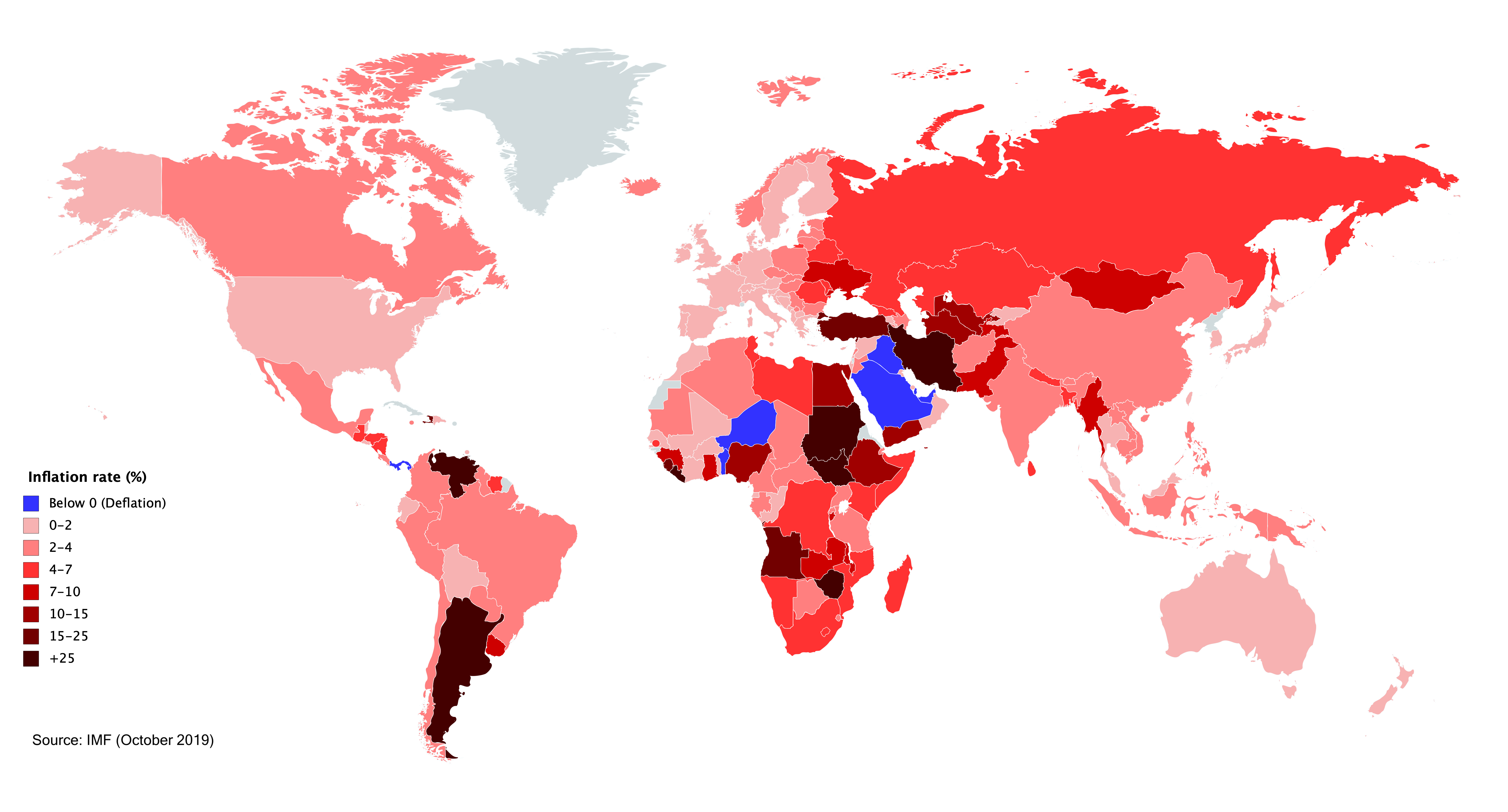
Inflacja na świecie w 2019 r.

## Mierzenie inflacji
Miarą inflacji jest stopa inflacji, czyli roczna zmiana procentowa wskaźnika cen. Najczęściej pod terminem inflacja rozumie się zmianę wskaźnika cen konsumpcyjnych, czyli inflację konsumencką. Do mierzenia inflacji używa się również innych wskaźników cen, np. wskaźnika cen produkcyjnych (inflacja producencka). W Polsce statystyki inflacji obliczane są przez GUS i NBP. Inflacja bazowa obliczana jest przez NBP w celu pomiaru długofalowych trendów, więc pomija ceny ulegające częstym zmianom.
Stopę inflacji oblicza się przez porównanie poziomu wskaźnika cen w dwóch okresach, bieżącym (t) i poprzednim (t-1):
{\displaystyle \pi =P_{t}/P_{t-1}-1}
Najczęściej inflację podaje się w układzie rok bieżący do roku poprzedniego (r/r), miesiąc bieżący do miesiąca poprzedniego (m/m), a także miesiąc bieżący do tego samego miesiąca roku poprzedniego. Wzrost inflacji jest więc tym większy im wyższy bieżący poziom cen, a niższy poziom cen w okresie poprzednim. Natomiast po okresach wysokiego wzrostu cen stopa inflacji może maleć wskutek tzw. efektu wysokiej bazy, choćby ceny dalej rosły. Na przykład wzrost wskaźnika cen z poziomu 100 do 110 w przeciągu roku oznacza 10% inflację (110 / 100 = 1,10). Jeśli w kolejnym roku wskaźnik wzrośnie do 120, to inflacja wyniesie już tylko 9% (120 / 110 = 1,09).
Interpretując wyniki obliczeń warto pamiętać, że stała inflacja oznacza wykładniczy wzrost poziomu cen. Na przykład utrzymująca się inflacja na poziomie 2,5% w przeciągu dekady spowoduje wzrost poziomu cen do 1,025^10 = 1,28, czyli o 28%.

## Przyczyny inflacji
- nadmierne zwiększanie podaży pieniądza poprzez jego emisję przez bank centralny lub kreację w bankach komercyjnych[a]
- niespodziewany i gwałtowny wzrost kosztów produkcyjnych (np. surowców energetycznych), który prowadzi do ograniczenia zagregowanej podaży
- wzrost zagregowanego popytu w gospodarce
- niezrównoważony budżet państwa (wydatki z budżetu przewyższają wpływy)
- przeinwestowanie gospodarki (nadmierne rozwinięcie procesu inwestycyjnego spowodowane błędną polityką pieniężną państwa)
- import inflacji (wraz ze wzrostem cen artykułów importowanych przez dany kraj następuje wzrost kosztów produkcji, a co za tym idzie wzrost cen)

## Skutki inflacji
- Redystrybucja siły nabywczej na korzyść emitującego pieniądz (zwykle rządu bądź podległej mu instytucji) kosztem reszty użytkowników (dlatego inflacja bywa nazywana „ukrytym podatkiem”[8]).
- W przypadku kiedy tempo wzrostu inflacji jest wyższe niż tempo wzrostu wynagrodzeń – spadek realnych dochodów obywateli[9].
- Realny spadek wartości zobowiązań i wierzytelności, które nie podlegają waloryzacji.
- Utrata zaufania do pieniądza jako środka przechowywania wartości[10].
- Ponieważ siła nabywcza pieniądza maleje, konsumenci chcą się go pozbyć, zakupując dobra, których wartość nie maleje. Tym samym napędzają te sektory gospodarki, które produkują dobra trwałe.
- Powyższy skutek wywołuje wzrost (niekoniecznie równomierny) cen innych towarów. Jeżeli wzrasta cena benzyny (także wskutek nakładania podatków, w tym akcyzy), rosną koszty transportu i ceny wszystkich towarów, które są transportowane. Tym samym wzrost ceny benzyny może spowodować wzrost cen, np. chleba.

Zdaniem większości ekonomistów gospodarka funkcjonuje najbardziej efektywnie przy niskiej inflacji.

## Rodzaje inflacji
Według kryterium tempa:
- pełzająca – nie przekracza 5% rocznie
- umiarkowana (krocząca) – oscyluje w granicach 5–10% rocznie
- galopująca – roczny wzrost cen według stopy dwu- albo trzycyfrowej, od 10% w górę
- hiperinflacja – miesięczny wzrost cen przekracza 150%[12]

Zjawisko odwrotne do inflacji:
- deflacja – zmiana procentowa wskaźnika cen przybiera wartości ujemne

Według kryterium przyczyny:

- wewnętrzna
- importowana
- endogeniczna
- egzogeniczna
- popytowa
- kosztowa
- pieniężna
- budżetowa
- kredytowa
- płacowa

Według kryterium przejawiania się oraz skutków:
- otwarta
- tłumiona
- jawna
- ukryta

Według kryterium zależności od innych kategorii makroekonomicznych:
- stratoinflacja
- stagflacja
- slumpflacja

Według kryterium czynnika czasu:
- sekularna
- okresowa

Według kryterium całokształtu stosunków ekonomicznych w kraju:
- cywilizowana
- barbarzyńska

## Wielkie kryzysy inflacyjne
- W Polsce w ciągu pięciu lat cena dolara wzrosła z 9 marek polskich w 1918 roku do około 6,4 miliona.
- W tym samym okresie w Rzeszy Niemieckiej wartość dolara wzrosła z 4,2 marek niemieckich do około 4,2 biliona (cena znaczka pocztowego w listopadzie 1923 roku wynosiła 500 miliardów marek).
- W czasie kryzysu godpodarczego na Węgrzech w 1946 roku miesięczna skala inflacji wynosiła 41,9 biliarda procent (odpowiadało to podwajaniu się wysokości cen co 15 godzin). U szczytu inflacji jeden znaczek pocztowy kosztował 20 kwadrylionów (2 z 25 zerami) pengő. Podczas wprowadzania forintów w sierpniu 1946 przelicznik z pengő wynosił 1 do 400 kwadryliardów (400 tysięcy kwadrylionów, 4 z 29 zerami) pengő.
- W latach 1988–1989 gwałtownie wzrosła inflacja w Polskiej Rzeczypospolitej Ludowej, sięgając 50% miesięcznie.
- W połowie roku 2008 bank centralny Zimbabwe podał, że roczna stopa inflacji w tym kraju wynosi 2,2 miliona procent, tym samym była najwyższą na świecie. Miejscowi ekonomiści (niepowiązani z tym bankiem) sądzili jednak, że inflacja w kraju wynosiła nawet 7 milionów procent. Według danych z 9 października 2008 inflacja średnioroczna w lipcu podskoczyła do 231 mln procent, podczas gdy w czerwcu wynosiła 11,2 mln procent[13]. W swojej kulminacji (w połowie listopada 2008 roku, gdy porzucono walutę lokalną i zalegalizowano obrót walutami państw ościennych) tempo inflacji przekraczało 50 mld procent miesięcznie[14].